# Innovazione tecnologica (informatica)
In informatica l'innovazione tecnologica studia i ritmi di sviluppo dei componenti di un PC come:
- processori;
- memorie (centrali);
- comunicazioni;
- valore delle reti;
- processori in rapporto ai sistemi operativi;
- Internet;
- Information appliance;

## Legge di Moore
Gordon Moore afferma che le prestazioni dei microprocessori raddoppiano ogni 18 mesi.
Di seguito viene riportato un grafico che convalida la legge.
Le prestazioni dei processori sono legate alle tecnologie adottate per l'implementazione degli stessi. Un limite è imposto dai MOS.
I transistor di tipo MOS (abbreviazione di MOSFET, Metal Oxide Semiconductor Field Effect Transistor) funzionano in base all'opportuna apposizione di elementi semiconduttori, conduttori ed isolanti.
Le caratteristiche degli elementi semiconduttori (tipicamente, silicio) vengono alterate grazie al loro “drogaggio” cioè all'iniezione di “impurità” con caratteristiche elettriche opportune.
Altre tecnologie che permetteranno lo sviluppo tecnologico dei processori sono:
1. Nanotecnologie;
2. Nanotubi in carbonio (fullerene);
3. Calcolatore biologico;
4. Calcolatore quantistico;
5. Spintronica.

## Seconda Legge di Moore
La seconda legge di Moore afferma che l'investimento necessario per sviluppare una nuova tecnologia per i microprocessori cresce in maniera esponenziale.

## Legge di crescita delle DRAM
L'industria delle DRAM ha quadruplicato la capacità di un chip di DRAM ogni tre anni.
Se si unisce questa legge alla prima legge di Moore si può effettuare un confronto tra la crescita del processore e della memoria.
La crescita delle memorie, è in parte dovuta all'utilizzo del silicio, principale materiale di composizione delle memorie DRAM. Considerato come un cattivo conduttore in forma grezza, il silicio, sottoposto a speciali processi chimici, può comportarsi in 3 diversi modi:
- Come un eccellente conduttore elettrico;
- Come un eccellente isolante elettrico;
- Come un'area che può condurre oppure non condurre sotto particolari condizioni.

Sviluppando sempre più intensamente questo materiale, si sono raggiunti risultati sempre maggiori, aumentando la densità di memoria del singolo chip.
Bisogna tener presente che nella valutazione generale delle prestazioni, anche il costo del prodotto finito ha un peso molto importante; senza una diminuzione costante dei prezzi, non avremmo avuto la crescita che si è vista in questi ultimi anni.
Esistono tuttavia delle nuove tecniche, chiamate tecniche olografiche, che permetteranno uno sviluppo futuro della capacità di una memoria. Inoltre negli ultimi anni si sta affermando la tecnologia delle memorie FLASH adattate per numerosi impieghi.

## Legge di Herber Grosch
La stessa operazione su un sistema informatico sarà effettuata a costi dimezzati se sarà eseguita a velocità quadruplicata. Questa legge collega la performance delle applicazioni alla velocità del computer. Fu formulata da Grosch per i mainframe, ma vale anche oggi con le nuove architetture informatiche.
Combinandola con la legge di Moore si può quindi affermare che in tre anni il costo di un processo computerizzato di elaborazione delle informazioni si riduce a metà.

## Complessità del software
La complessità di un software aumenta del corso degli anni. Un esempio:
BASIC: da 4000 linee di codice nel 1975 a 500.000 nel 1995;
Word: da 27.000 linee di codice nel 1982 a 2.000.000 nel 2002;
La dimensione e la complessità del software crescono più rapidamente della legge di Moore. Per questo esiste un mercato per i processori più veloci: gli utenti del software hanno sempre consumato la nuova capacità a una velocità uguale o superiore a quella con cui i produttori di circuiti integrati la mettevano a disposizione.

## Le code della legge di Moore
Poiché i processori d'avanguardia aumentano di potenza a parità di prezzo, i processori della generazione precedente (la cui potenza rimane fissa) calano di prezzo.
Nel 2008 i chip Pentium II e Power PC costeranno circa 75 centesimi (Karlgard).
Sarà allora conveniente utilizzare questi chip negli elettrodomestici, negli autoveicoli e in tutte le applicazioni ad ampia diffusione.

## Legge di Gilder
La legge di Gilder si riferisce alla rete di calcolatori. George Gilder affermava che la banda trasmissiva triplicherà ogni anno per i prossimi 25 anni.
È il numero di bit che possono essere trasmessi in un secondo attraverso un dato canale: si misurava in baud (da Emilio Baudot, il “Morse” del telex), oggi in bit al secondo (o meglio Kilobits/s, Megabits/s, Gigabits/s).
In pratica una crescita così rapida non è ancora avvenuta, ma non per mancanza delle tecnologie necessarie, che infatti già esistono e sono in via di sviluppo nei principali laboratori e centri di ricerca. I ricercatori della Bell Laboratories hanno già creato delle fibre ottiche capaci di trasmettere dati alla velocità di quasi 1 Tbit/s, e ci si sta avvicinando rapidamente a 2 Tbit/s. Dunque ogni fibra di un cavo ottico può trasportare più dati di quanti ne può generare la CPU più veloce oggi disponibile.
Poiché ogni cavo può contenere 1152 fibre, la potenza di un cavo raggiunge i due pitabit/secondo. Il fattore limitante non è quindi la tecnologia. Nel 2004 negli Stati Uniti il numero di connessioni di rete a banda larga è cresciuto del 24%, e questo numero aumenta continuamente. La crescita e la penetrazione della rete di banda larga però non è ancora arrivata ai ritmi di crescita previsti da Gilder. Il costo di collocare e sviluppare cavi di velocità sempre maggiore è uno dei principali fattori limitanti. Inoltre il governo degli Stati Uniti e altri governi occidentali non sono tuttora disposti a concedere un aiuto politico ed economico massiccio per diffondere i cavi di banda larga. In Corea del Sud, un paese in cui l'accesso alla rete a banda larga supera il 75%, la rete è cresciuta secondo i parametri stabiliti da Gilder in meno di tre anni a dimostrazione delle sue tesi. Per questa motivo Gilder vuole che il governo mostri più iniziativa nel diffondere le reti di banda larga e si batte per assicurare questo aiuto.

## Lo scambio di Negroponte
Nicholas Negroponte afferma che le informazioni che viaggiano sulla Terra in futuro viaggeranno nell'etere e viceversa.
Soprattutto bisogna riservare l'etere per comunicare con cose che si muovono e che non possono “essere tenute al guinzaglio” (aerei, navi, automobili, valigie, ecc.).
Bisogna tenere presente che fino al momento della pubblicazione di questa idea, apparsa per la prima volta nel libro "Essere Digitali" nel 1996, la comunicazione di massa (televisione e radio...) avveniva per via etere mentre la comunicazione interpersonale (chiamate telefoniche) avveniva per vie terrestri, tramite cavi. Lo scambio Negroponte ipotizza uno scambio di questo modo di trasmettere i dati. La sua previsione è che nel futuro la comunicazione di massa verrà trasmessa attraverso cavi mentre la comunicazione interpersonale attraverso l'etere. Lo sviluppo di nuove tecnologie rende possibile questo scambio e crea un sistema più logico dove le comunicazioni "pesanti" (dati video e audio) vengono trasmesse attraverso i cavi di fibra ottica lasciando l'etere libero per le comunicazioni più "leggere" (dati telefonici). Ai tempi della pubblicazione questo scambio sembrava una conseguenza inevitabile.
Negli anni ottanta si stava assistendo a un progressivo aumento delle installazioni televisive via cavo nelle case americane. Dall'altra parte cominciava a diffondersi la telefonia cellulare e gran parte della telefonia pubblica veniva trasmessa attraverso l'etere tramite i satelliti artificiali in orbita.
Oltre che su queste osservazioni, Negroponte basava la sua previsione anche su considerazioni di tipo fisico. L'etere ha un limite intrinseco per il trasporto dei dati visto che può contenere solo un numero limitato di frequenze. Questo limite di frequenza riduce anche la quantità di dati che possono essere trasmessi nell'etere. Nel caso dei cavi di fibra ottica le frequenze sfruttabili per la trasmissione di dati sono pressoché illimitate e quindi si possono trasmettere dati a velocità sempre maggiori virtualmente senza limiti.
Negroponte sosteneva che sarebbe stato uno spreco usare l'etere per le trasmissioni di massa e che piuttosto bisognava riservare questo spazio a mezzi che non possono "essere tenuti al guinzaglio", ossia privi di connessioni per cavi quali navi, macchine o altri oggetti in movimento.

### Validità dello scambio Negroponte
Oggi questo scambio sembra essere avvenuto solo fino ad un certo punto. Nuove tecniche di sfruttamento dello spettro dell'etere hanno fatto sì che le tecnologie senza cavi stiano prendendo il sopravvento su quelle a cavo. Aumentano infatti i dati che possono essere trasmessi attraverso la telefonia mobile, ed esistono già servizi che permettono agli utenti di ricevere dati "pesanti" sui propri telefonini e altri terminali mobili.
Il futuro di questi nuovi servizi, detti di terza generazione, non è ancora del tutto deciso e la tecnologia non si è ancora affermata in modo massiccio nei paesi occidentali. Nei paesi orientali invece i servizi di terza generazione (3G) sono già molto diffusi. Oltre alla tecnologia cellulare anche la tecnologia Wi-Fi si è molto diffusa. Il Wi-Fi consente agli utenti di accedere a Internet via onde radio in presenza di un punto d'accesso. Uno studio della Ipsos Insight dice che il numero di utenti wireless in Internet è cresciuto del 29%, nel 2004. Questa notevole crescita è però dovuta in misura maggiore al numero di utenti che accedono a Internet dal proprio telefonino rispetto agli utenti che accedono alla rete usando tecnologie Wi-Fi. Questo incremento ci fa riflettere sulla previsione di Negroponte e se questo scambio effettivamente avverrà nel futuro prossimo.

## La legge di Metcalfe
Sempre nell'ambito delle reti di calcolatori Metcalfe afferma che Il valore economico di una rete aumenta con il quadrato del numero dei suoi utilizzatori.

## Ciclo Wintel
La maggior potenza di ogni generazione di chip Intel viene assorbita da una nuova generazione di applicazioni basate su Windows, dando origine a una rinnovata domanda di chip ancora più potenti, necessari per far girare nuovi software a loro volta ancora più esigenti in termini di potenza di elaborazione.

## Brand 1995
Abbiamo aumentato la dimensione e la complessità del software ancor più rapidamente di quanto prevedeva la legge di Moore.
È proprio per questo che esiste un mercato per i processori più veloci; gli utenti del software hanno sempre consumato la nuova capacità a una velocità uguale o superiore a quella con cui i produttori di chip la mettevano a disposizione.

## Rivoluzione Gilder
L'ampiezza di banda sarà talmente grande che si rivoluzionerà l'approccio corrente alle comunicazioni in cui i messaggi vengono trasferiti da un nodo all'altro della rete. In futuro potrebbero essere trasmessi a tutto il mondo e poi rilevati dai singoli destinatari.
I network passerebbero da “intelligenti” nel routing dei messaggi e “stupidi” nella loro rilevazione a “intelligenti” nella rilevazione e “stupidi” nel routing.

## Legge di crescita delle pagine Internet
Raddoppiano ogni 6 mesi.

## Information appliance
Gli information appliance sono dei dispositivi che trasformano “prodotti” in “servizi” fornendo applicazioni personalizzate.
Ad esempio:
Auto che comunica al suo garage le sue condizioni;
Elettrodomestico che tiene informato il suo produttore durante il periodo di garanzia;
Telefonino o palmare che mi dice dove si trova la farmacia più vicina a me (here) e quando arriverà il prossimo autobus (now).
Caratteristiche:
1. Ubiquitous computing (“ovunque”);
2. Pervasive computing (“dappertutto”);
3. Spesso dotati di GPS;
4. IP communicators (wireless e wired);

## Rfid
Rfid è un sistema per l'identificazione automatica a radiofrequenza. Permette ad ogni strumento di avere un'etichetta intelligente e con un ricetrasmettitore invia un segnale radio in risposta ad un comando ricevuto.
L'Rfid non è nuovo dato che è stato ideato durante la seconda guerra mondiale per distinguere gli aerei amici degli aerei nemici. Tale tecnologia è alla base ad esempio degli IFF (Identification Friend or Foe), i sistemi che consentono l'identificazione a distanza di aerei e navi militari. Dalle applicazioni militari, la tecnologia si è poi evoluta per coprire anche applicazioni civili e già negli anni sessanta è iniziata la commercializzazione dei primi sistemi EAS (Electronic Article Surveillance) per il controllo dei furti nei supermercati. All'epoca, le etichette radio consentivano l'invio di un singolo bit d'informazione (presente/assente) ed erano piuttosto ingombranti e costose.
Al giorno d'oggi viene utilizzato ad esempio nella metropolitana di Tokio, alla maratona di Chicago, ai prodotti Benetton e Merloni, ecc. e in molte altre applicazioni quotidiane.

## Previsioni di Kurzweil
Nel 2009 un PC da 1000 dollari avrà un milione di MIPS.
Nel 2019 20 miliardi di MIPS.

## Saggi
- Il mondo tra 50 anni (titolo originale: Toward the Year 2018 ) di Mesthene, Brennan, MacDonald, Halaby, Pierce, Malone, Oettinger, De Sola Pool, De Carlo, Scarlott, Gale Johnson, Hauser, Kahn e Wiener, Roger Revelle. Traduzione di Franco Caposio, Milano, Ed. Etas Kompass, 1969